# Tropique du Cancer (film, 1970)
Pour les articles homonymes, voir Tropique du Cancer (homonymie).
Tropique du Cancer (Tropic of Cancer) est un film américain réalisé par Joseph Strick et sorti en 1970. L'histoire est adaptée du roman autobiographique de Henry Miller.

## Fiche technique
- Titre original : Tropic of Cancer
- Réalisation : Joseph Strick
- Scénario : Betty Botley, Joseph Stric d'après Tropique du Cancer de Henry Miller, paru en 1934.
- Producteur : 	Joseph Strick
- Société de production : Tropic Productions
- Photographie : Alain Derobe
- Musique : Stanley Myers
- Montage : Sidney Meyers, Sylvia Sarner
- Distributeur : Paramount Pictures
- Durée : 87 minutes
- Date de sortie : 27 février 1970

## Distribution
- Rip Torn : Henry Miller
- Ellen Burstyn : Mona Miller
- James T. Callahan : Fillmore
- David Baur : Carl
- Laurence Lignères : Ginette
- Phil Brown : Van Norden
- Dominique Delpierre : Vite Cheri
- Magali Noël : la Princesse
- Raymond Gérôme : M. Le Censeur
- Ginette Leclerc : Madame Hamilton
- Sabine Sun : Elsa
- Sheila Steafel : Tania
- Gladys Berry : American Lady
- George Birt : Sylvester
- Stuart de Silva : Ranji
- Steve Eckardt : Cronstadt
- Philippe Gasté : passager du train
- Gisèle Grimm : Germaine
- Eléonore Hirt : Yvette
- Jo Lefevre : Accordéoniste
- Françoise Lugagne : Iréne
- Edward Marcus : Boris
- Henry Miller : un spectateur
- Christine Oscar : Helen
- Elliott Sullivan : Peckover